# Abdul-Wahab Abu Al-Hail
Abdul-Wahab Abu Al-Hail Labid (arabski عبدالوهاب ابولهیل لابد, ur. 21 grudnia 1976 w Bagdadzie) – iracki piłkarz i trener piłkarski.

## Kariera klubowa
Karierę rozpoczął w irackim klubie piłkarskim Al-Talaba Bagdad, w którym grał do 1999 roku. Wówczas wyjechał do libańskiego Alajh, aby grać w tamtejszym Al-Ahli. Po dwóch sezonach przeniósł się do Zjednoczonych Emiratów Arabskich, gdzie przez półtora roku występował w Al-Szaab SC, po czym na pół sezonu wrócił do Al-Ahli Alajh. W 2003 roku wyjechał do Iranu, w którym grał przez siedem lat: najpierw w Esteghlal Ahwaz, potem w Sepahan Isfahan, z którym zdobył Puchar Iranu, a w ostatnim sezonie grał w Fulad Ahwaz. W 2010 roku wrócił do macierzystego Al-Talaba Bagdad.
Po zakończeniu kariery piłkarskiej Abdul-Wahab Abu Al-Hail został trenerem Al-Talaba Bagdad. Prowadził ten klub od września 2013 do lutego 2015.

## Kariera reprezentacyjna
W Reprezentacji Iraku w piłce nożnej zadebiutował w 1997 roku. W 2002 roku wywalczył z drużyną narodową Puchar Azji Zachodniej. W 2004 wziął udział w letnich igrzyskach olimpijskich w piłce nożnej, gdzie Irakijczycy zajęli czwarte miejsce. Wystąpił także w Pucharze Konfederacji 2009. Ostatni mecz w reprezentacji rozegrał 9 czerwca 2009. W Kapsztadzie Irak zremisował wówczas 1:1 z reprezentacją Polski.